# Amblyopone fulvida
Amblyopone fulvida är en myrart som beskrevs av Mamoru Terayama 1987. Amblyopone fulvida ingår i släktet Amblyopone och familjen myror. Inga underarter finns listade i Catalogue of Life.